# Родионова, Инга Сергеевна
Инга Сергеевна Родионова (род. 22 марта 1980, Ленинград) — азербайджанская фигуристка, выступавшая в парном катании. Участница зимних Олимпийских игр 1998 года.

## Биография
Инга Родионова родилась 22 марта 1980 года в городе Ленинград (сейчас Санкт-Петербург).
Начала заниматься фигурным катанием в 1985 году. Выступала в соревнованиях за бакинский ЦСКА. В 2000 году стала чемпионкой Азербайджана в парном катании вместе с Андреем Крюковым.
Пять раз участвовала в чемпионатах мира. В паре с Александром Анищенко заняла 21-е место в 1997 году в Лозанне, 17-е в 1998 году в Миннеаполисе, 15-е в 1999 году в Хельсинки, в паре с Андреем Крюковым — 14-е в 2000 году в Ницце, 13-е в 2001 году в Ванкувере.
Пять раз выступала на чемпионатах Европы. В паре с Александром Анищенко стала 13-й в 1997 году в Париже, 9-й в 1998 году в Милане, 12-й в 1999 году в Праге, в паре с Андреем Крюковым — 12-й в 2000 году в Вене, 8-й в 2001 году в Братиславе.
В 1998 году вошла в состав сборной Азербайджана на зимних Олимпийских играх в Нагано. В парном катании вместе с Александром Анищенко заняла 18-е место, набрав 27,5 балла и уступив 26 баллов завоевавшим золото Оксане Казаковой и Артуру Дмитриеву из России.